# JR東日本テクノロジー
JR東日本テクノロジー株式会社（ジェイアールひがしにほんテクノロジー、英: JR East Railcar Technology & Maintenance Co.,LTD 略: JRTM）は、東京都新宿区に本社を置く、鉄道車両メンテナンスを行う会社である。
東日本旅客鉄道（JR東日本）の完全子会社（連結子会社）。

## 概要

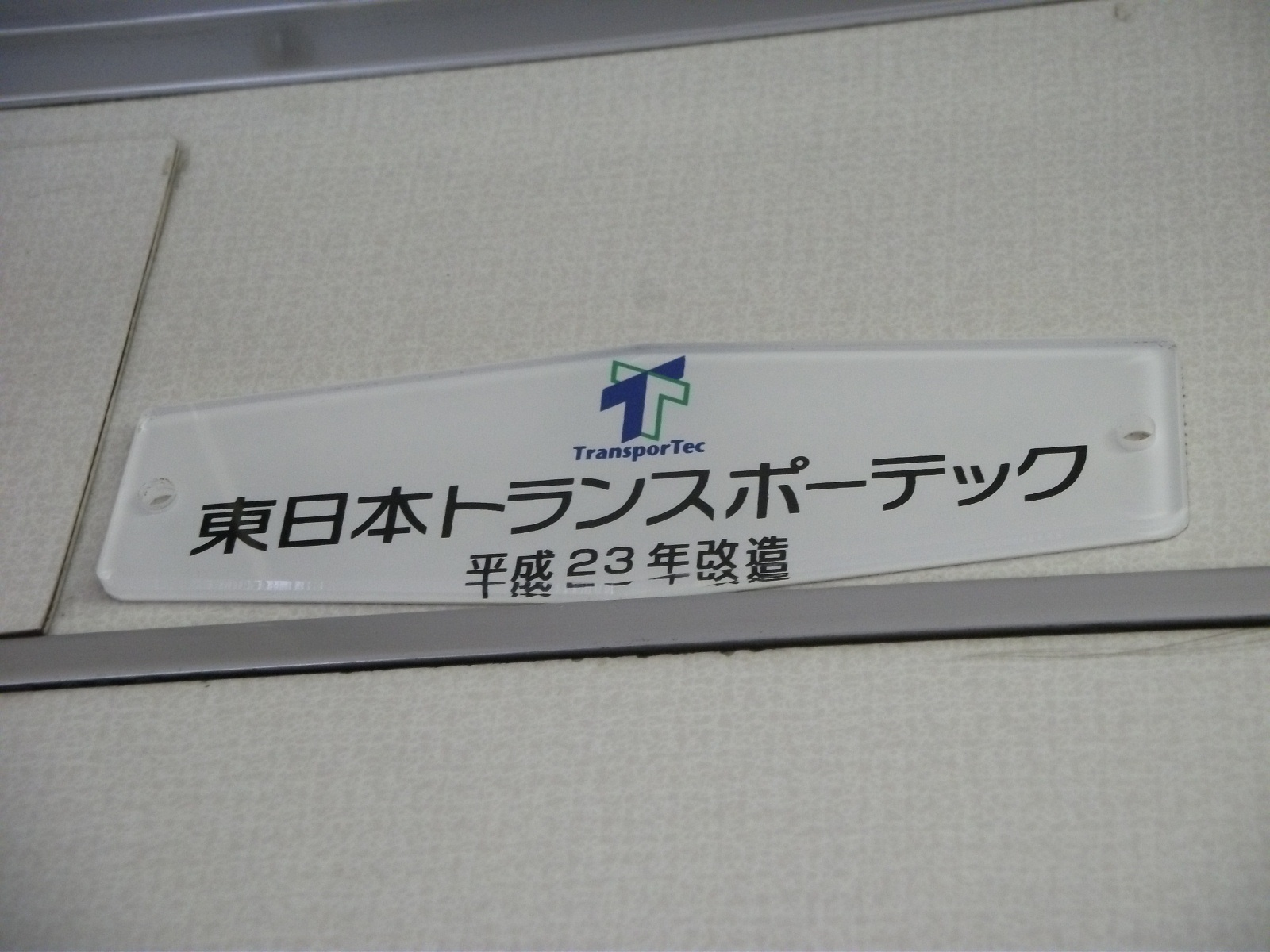
車内銘板
東日本トランスポーテック時代に改造工事に携わった富士急行6000系電車（旧国鉄205系電車）

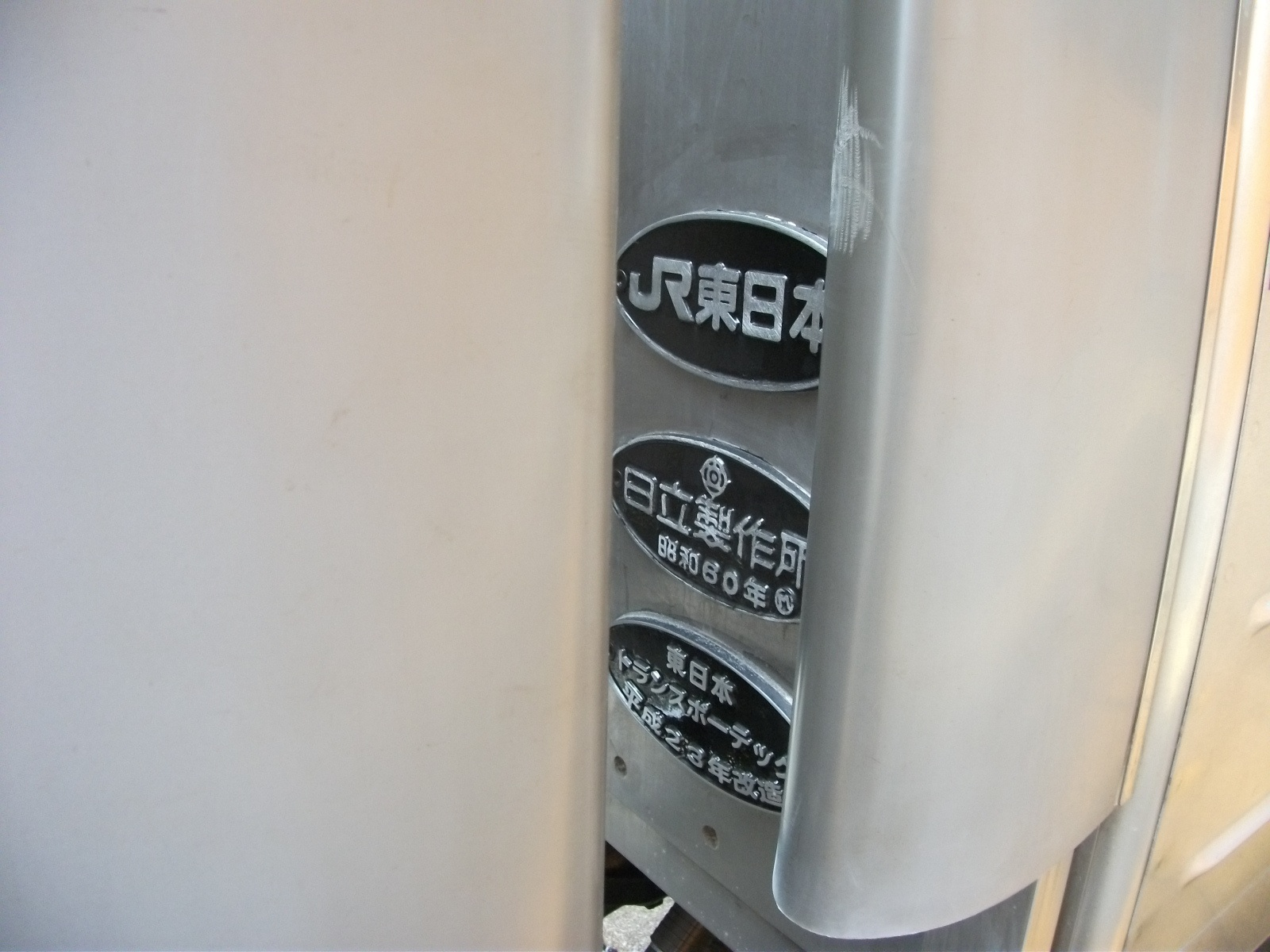
製造銘板（下）
同上、富士急行6000系電車（旧国鉄205系電車）

東日本旅客鉄道や埼玉新都市交通など公民鉄の鉄道車両及び車両基地設備に関する設計・メンテナンス・部品製造・改造などを行っている。メンテナンス業務では静態保存機などのアスベスト封じ込め・除去業務も行っている。

## 事業所
車両メンテナンス
- 新幹線事業所（JR東日本新幹線総合車両センター構内）
- 東京支店（JR東日本東京総合車両センター構内）
  - 東京モノレールセンター（東京モノレール羽田線 車両区構内）
  - 川和車両センター（横浜市営地下鉄グリーンライン 川和車両基地構内）
  - 八潮車両センター（東京臨海高速鉄道りんかい線 八潮車両基地構内）
  - 幕張派出（JR東日本京葉車両センター構内） ※ 監督業務
- 大宮支店（JR東日本大宮総合車両センター構内）
  - 志村車両センター（東京都交通局都営三田線 志村車両検修場構内）
  - 守谷車両センター（首都圏新都市鉄道つくばエクスプレス 守谷車両基地構内[注釈 1]）
  - 東大宮派出（JR東日本大宮総合車両センター東大宮センター構内）
- 郡山支店（JR東日本郡山総合車両センター構内）
- 秋田支店（JR東日本秋田総合車両センター構内）
- 長野支店（JR東日本長野総合車両センター構内）
- 丸山支店（埼玉新都市交通丸山車両基地構内）
- 志久センター
- 仙台メトロ支店（仙台市交通局 富沢車両基地構内）
- 青森改造センター（JR東日本盛岡車両センター青森派出所構内）

車両製造
- 製造事業本部
  - 江南製作所
  - 製造部
    - 阿賀野グループ
    - さつき野グループ

車両基地設備
- 東京設備支店（JR東日本東京総合車両センター構内）
- 大宮設備支店（JR東日本大宮総合車両センター構内）
- 仙台設備支店（JR東日本新幹線総合車両センター構内）
  - 山形グループ
  - 盛岡派出
  - 青森派出（JR東日本盛岡車両センター青森派出所構内）
- 新潟設備支店（総合車両製作所新津事業所構内）
- 郡山設備センター（JR東日本郡山総合車両センター構内）
- 秋田設備センター（JR東日本秋田総合車両センター構内）
- 長野設備センター（JR東日本長野総合車両センター構内）

## 沿革
- 2015年（平成27年）4月 - JR東日本グループ内での事業の再編成により、東日本トランスポーテックと東北交通機械が合併。『JR東日本テクノロジー』が誕生する[5]。
- 2016年（平成28年）7月 - 本社を新宿区の新宿ガーデンタワーに移転。